# Pelargonium oreophilum
Pelargonium oreophilum är en näveväxtart som beskrevs av Rudolf Schlechter. Pelargonium oreophilum ingår i släktet pelargoner, och familjen näveväxter. Inga underarter finns listade i Catalogue of Life.